# Colt Balok
Colt Balok é produtor e apresentador de talk shows. Atualmente, produz e apresenta “The Colt Balok Show”. Nasceu em Tijuana, no México. Foi adotado e cresceu em Gallup com treze irmãos antes de se mudar para Albuquerque. Licenciou-se em Ciências Políticas. Balok citou Oprah Winfrey, Leo Buscaglia e Stephen Covey como sendo algumas das suas influências. Foi membro da Direção da New Mexico Heart Gallery Foundation.

## Carreira
Começou o programa The Colt Balok Show na televisão pública. O programa foi ao ar na My50TV e, mais tarde, no canal NMLiving da KRQE. Entrevistou na sua cidade natal, Gallup, NM, figuras públicas e desconhecidas do público, como Quinton Aaron, David Archuleta, Steve Corona, Daniel DiMaggio, Aadila Dosani, Billy Galewood, Tyler Glenn e Holly Holm, Heidi Ricci, Drew Seeley, Chevel Shepherd e Jeremiah Bitsui. A 13 de Dezembro de 2022, programa Angel Network organizou uma campanha de doação de sangue no Novo México com a parceria da Public Service Company of New Mexico e do programa Army ROTC da Universidade do Novo México. O programa bateu recorde de doações de sangue no Novo México. A série “Game Changers” iniciou o programa piloto em 2021 que reconheceu cidadãos do Novo México que ajudam outras pessoas.